# Cephaloscyllium umbratile
Cephaloscyllium umbratile es una especie de peces de la familia Scyliorhinidae en el orden de los Carcharhiniformes.

## Morfología
• Los machos pueden llegar alcanzar los 120 cm de longitud total.

## Reproducción
Es ovíparo.

## Hábitat
Es un pez  de clima tropical y asociado a los  arrecifes de coral que vive entre 20-200 m de profundidad.

## Distribución geográfica
Se encuentra desde el Japón hasta el Mar de la China Meridional.